# Tremsbüttel
Tremsbüttel (niederdeutsch Tremsbüddel) liegt im Kreis Stormarn in Schleswig-Holstein. Zur Gemeinde gehören die Ortsteile Rehbrook, Sattenfelde, Tremsbüttel und Vorburg.

## Geografie
Tremsbüttel liegt im nördlichen Umland von Hamburg. Die Gewässer Groot Beek, Lütt Beek und Süderbeste fließen durch die Gemeinde. Nachbargemeinden sind (im Uhrzeigersinn) Rümpel, Lasbek, Hammoor, Bargteheide und Elmenhorst.

## Geschichte
Im Jahre 1302 wurde die Gemeinde erstmals als Tremetesbotle erwähnt. Erster bekannter Besitzer der Burg und des Gutes war Johannes de Tremetesbotle aus dem holsteinischen Uradelsgeschlecht von Wedel, dessen Wasserburg und Stammhof in ihren Überresten heute als Kulturdenkmal gilt. Wahrscheinlich besteht ein Zusammenhang mit den Büttel-Ortschaften.

### Sattenfelde
Sattenfelde entstand als Ortsteil von Tremsbüttel und Vorburg nach der Niederlegung des Tremsbütteler Vorwerks 1767 auf der nur 42 Tonnen großen Parzelle Nr. 15. Durch Ansiedlung von Handwerkerfamilien war die Parzelle 1847 bereits in neun Erbpachtstellen zergliedert. Nach dem Bau der Eisenbahnlinie Hamburg-Lübeck 1865 und der nahegelegenen Haltestelle Kupfermühle um 1893 entwickelte sich in Sattenfelde Fremdenverkehr. Bedeutenden Bevölkerungszuwachs bekam der Ortsteil durch Ausweisung von Baugrundstücken ab 1959.

### Tremsbüttel

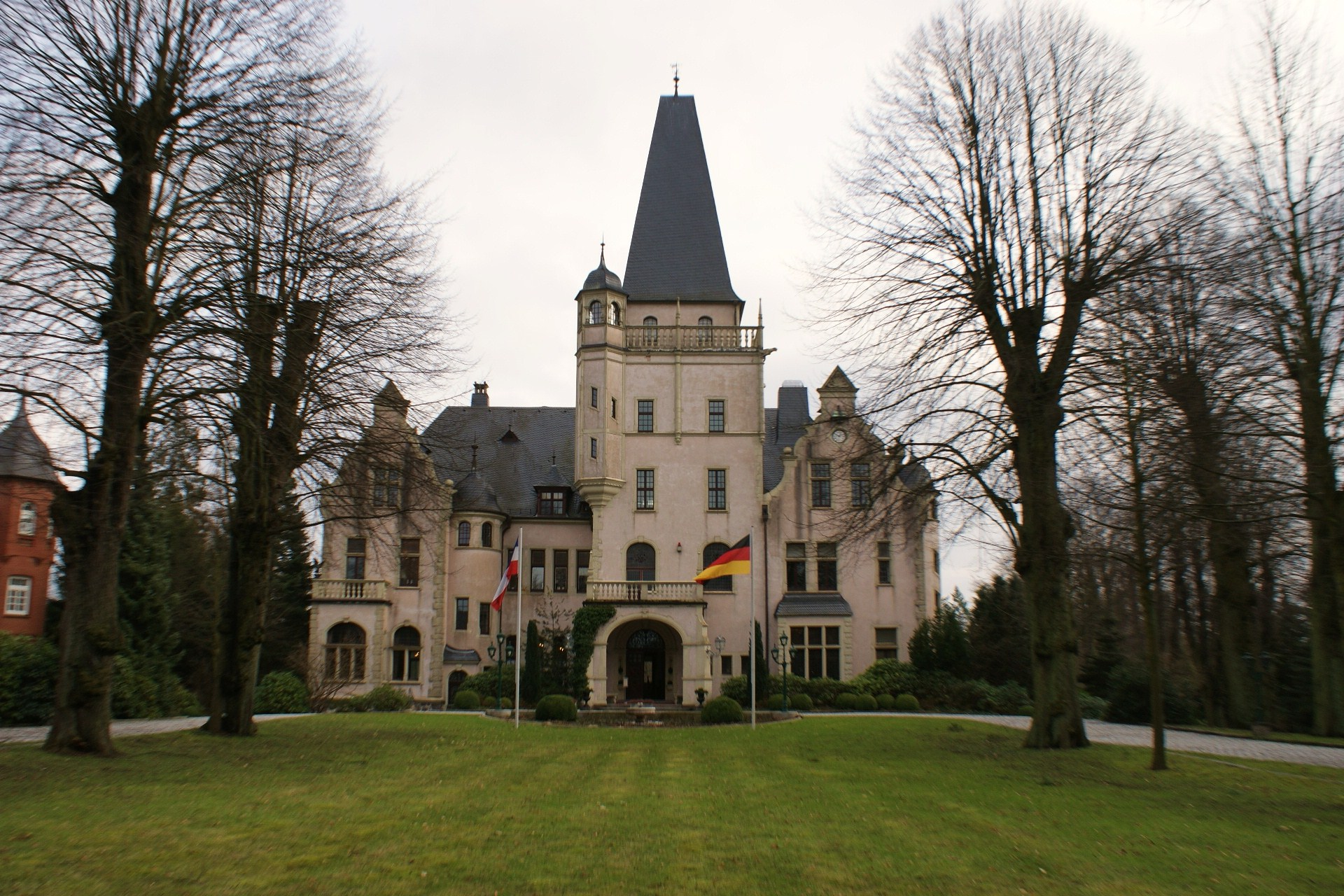
Schloss Tremsbüttel

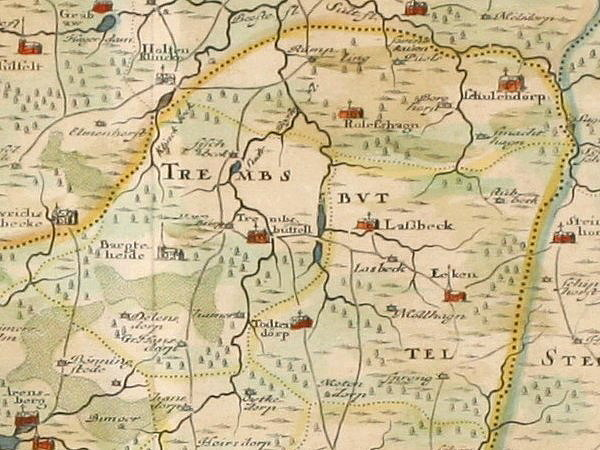
Kupferstich des Amtes Tremsbüttel

Tremsbüttel war Verwaltungssitz der Vogtei und später des gottorfischen Amtes Tremsbüttel bis 1802. Danach wurde das Amt zusammen mit den Ämtern Reinbek und Trittau von einem gemeinsamen Amtmann mit Sitz in Reinbek verwaltet. Amtsschreibersitz war bis 1858 noch Tremsbüttel, dann Bargteheide. Um 1500 gehörten neben Tremsbüttel die Dörfer Bargteheide, Delingsdorf, Hammoor, Fischbek, Itzstedt, Tönningstedt, Neu-Rahlstedt, Hoisbüttel, Willstedt, Tangstedt, Duvenstedt, Mellingstedt und Lehmsal dazu, im 18. Jahrhundert auch Vorburg, Lasbek und Klein Hansdorf. Im Jahre 1670 erwarb der schleswig-holsteinische Politiker Magnus von Wedderkop das Gut Tremsbüttel. Die Bauern des Kernbereichs des Amtes Tremsbüttel waren bis 1839 Zwangsgäste der Lasbeker Mühle. Im Jahre 1767 wurde das Vorwerk in 21 Parzellen geteilt und in Erbpacht vergeben. Bereits 1840 waren daraus durch Unterteilungen 76 Grundstücke geworden (Sattenfelde). Im Jahre 1894 baute der Besitzer des Restgutes, Alfred Hasenclever, dort das Schloss Tremsbüttel im Stil des Historismus. In den Jahren 1955 und 1956 wurde das Areal des Gutshofes bis auf verbleibende sieben Hektar aufgesiedelt und an Bauernfamilien aus dem Osten vergeben. 1928 wurde der Gemeinde Tremsbüttel die Nachbargemeinde Vorburg angegliedert. Eine gemeinsame Freiwillige Feuerwehr bestand schon seit 1890. Die seit dem frühen 18. Jahrhundert bestehende gemeinsame Schule wurde nach dem Anschluss an die Dörfergemeinschaftsschule in Bargteheide 1973 geschlossen.

### Vorburg
Vorburg war einst das zum Gut Tremsbüttel gehörige gutsuntertane Bauerndorf. 1924 hatte Vorburg 456 Einwohner. 1928 wurde die Gemeinde Vorburg der Gemeinde Tremsbüttel angegliedert.

## Politik

### Gemeindevertretung
Bei der Kommunalwahl am 14. Mai 2023 wurden insgesamt 13 Sitze vergeben. Von diesen erhielt die Kommunale Wählergemeinschaft Tremsbüttel-Sattenfelde neun Sitze und die SPD vier Sitze.

### Bürgermeister
Bürgermeister ist Jörg Müller (KWG).

### Wappen
Blasonierung: „Geteilt. Oben in Blau drei fächerförmig gestellte, an den Halmen verbundene, grannenlose goldene Getreideähren, unten in Silber eine durchgehende, gemauerte, oben gezinnte rote Brücke.“

## Sehenswürdigkeiten
- Schloss Tremsbüttel, früher Standort des Auto-Museum Hillers.

## Verkehr
Tremsbüttel liegt an der Bundesautobahn 21 (Abfahrt: Tremsbüttel). Im südlichen Gemeindeteil verläuft die Kreisstraße K12, im nördlichen die Kreisstraße K61.
Der Bahnhof Kupfermühle an der Bahnstrecke Lübeck–Hamburg befindet sich im Ortsteil Sattenfelde (im Siedlungsgebiet Butz). 

## Söhne und Töchter des Ortes
- Georg Green (1636–1691), lutherischer Theologe, Poet und Historiker
- Gottfried von Wedderkop (1689–1741), Diplomat in dänischen Diensten, Landrat und Domherr
- Christian Ernst zu Stolberg-Stolberg (1783–1846), österreichischer k.u.k. Feldmarschalleutnant